# ウラジーミル・ゼレンコ
ウラジーミル・ゼレンコ（英語: Vladimir Zelenko、1973年11月27日 - 2022年6月30日）は、アメリカ合衆国の作家、総合診療医。

## 生涯
キーウ出身。ニューヨーク州立大学バッファロー校で医学の博士号を取得。
新型コロナウイルス感染症の罹患者に対し、ヒドロキシクロロキン、亜鉛、アジスロマイシンを用いたゼレンコ・プロトコルと呼ばれる治療法を促進していた。
肺癌を患っており、テキサス州ダラスの病院で治療中49歳で死去した。